# Orden Kantakuzine Katarine Branković
Orden Kantakuzine Katarine Branković je počast koju Mitropolija zagrebačko-ljubljanska dodeljuje istaknutim članovima zajednice koji svojim radom promiču, štite i unapređuju položaj Srpske pravoslavne crkve.
Počast je utemeljena 2007. godine povodom proslave 30. godišnjice ustoličenja zagrebačkog mitropolita gospodina Jovana (Pavlovića). Tom je prilikom Mitropolija je naručila specijalnu ograničenu seriju kovanih medalja, diploma i propratnih sertifikata koji su izrađeni u manastiru Sveti Roman u Južnoj Srbiji, nedaleko od Niša. Orden nosi ime po Kantakuzini Katarini Branković, grofici iz 15. veka, kao jednoj od istaknutih članova pravoslavne zajednice na području današnje Hrvatske.

## Nosioci ordena
Spisak nije potpun.

### Orden prvog reda
- Vladika sremski Vasilije
- Arhiepiskop samarski Sergej[1]
- Drazen Juračić
- Jelena Skorup Juračić
- Nataša Ćećez Sekulić[2]
- Snežana Opačić[2]
- Mira Bićanić
- Gvido Di Antoni[3]
- Snežana Petrović[3]
- Draško Todorović
- Dušan Kolundžić

### Orden drugog reda
- Monahinja Varvara iz Tolskog manastira (Rusija)[1]
- Vladimir Aleksandrovič Koveljev[1]
- Aleksandar Sergejevič Kotov[1]
- Monah Seraphim Glušakov[1]
- Monah Ivan Salnikov[1]
- Bojana Đerić[2]
- Danilo Jelić[2]
- Dragana Patković
- Dario Pavlović
- Dušan Tadić[2]
- Hristina Radmilović
- Jelena Jelić
- Jelena Lalić
- Jelena Šimpraga
- Marinko Repac
- Maša Samardžija
- Milica Mijatović
- Milan Uzelac[2]
- Milica Bradaš
- Milorad Subašić
- Miloš Vlaisavljević[2]
- Mirjana Šamara[2]
- Mirko Savković[2]
- Nikola Bradaš
- Nikola Malešević
- Sanja Tepšić[2]
- Slađana Radoš[2]
- Tatjana Dragičević
- Tea Kaurin[2]
- Vasko Tišma
- Zorica Kukavica[2]
- Željana Modrinić[2]
- Olga Jovanović-Milić[3]
- Milica Vračarević[3]
- Đorđe Sekulić[3]
- Božica Vasić[3]
- Živislavka Cvetković[3]
- Dušica Miladinović[3]
- Anđelka Vuković[3]
- Dušanka Đorđević[3]
- Olga Kostić[3]
- Božidarka Jevtić[3]
- Živanka Jovanović[3]
- Anja Kožul[2]

## Spoljašnje veze
- http://www.novossti.com/2011/06/pokrajine-61/
- http://www.manastir-lepavina.org/novosti/index.php/weblog/detaljnije/spasovdan_u_manastiru_lepavina/ Архивирано на веб-сајту  (14. август 2014)
- https://web.archive.org/web/20120322081911/http://pravoslavlje.spc.rs/broj/959/tekst/nedelja-pravoslavlja-u-srpskoj-crkvi/print/lat
- https://web.archive.org/web/20120326022503/http://www.stajerska.eu/arhiv2010/index.php?option=com_content&view=article&id=106:the-new-gymnasium-for-the-serbs-in-zagreb&Itemid=1
- http://www.rtv.rs/sr_lat/region/osvestan-kamen-temeljac-zagrebacke-srpske-pravoslavne-gimnazije_188285.html
- https://web.archive.org/web/20120325034133/http://www.crkva.ch/index.php?id=305&L=0
- http://www.manastir-lepavina.org/vijest.php?id=860 Архивирано на веб-сајту  (22. март 2012)
- http://www.vesti.rs/Region/Jansa-polozio-kamen-temeljac-za-centar-SPC-u-Ljubljani.html
- https://web.archive.org/web/20120326114222/http://www.sv-jelisaveta.org.rs/analysis_alone.php?ArticleId=%20618